# Ester Boserup
Ester Boserup, nacida Ester Børgesen (Copenhague, 18 de mayo de 1910-24 de septiembre de 1999) fue una economista danesa.
Ester Børgesen tuvo una infancia económicamente difícil. Nieta de un empresario textil e hija de un ingeniero que ocupaba un cargo directivo en una gran empresa eléctrica, su padre falleció cuando ella tenía dos años y poco después una crisis afectó a la empresa de su abuelo. Posteriormente, la empresa eléctrica retiró a su madre su pensión de viudedad. La madre de Børgesen tuvo que dedicarse a la peluquería y el bordado para mantener a la familia. Animada por su madre, Ester se dedicó con intensidad a los estudios, entrando en la universidad a los diecinueve años. Su experiencia vital la llevó a defender a lo largo de su vida el acceso de las mujeres a la educación.
Cuando estudiaba en la universidad contrajo matrimonio con Mogens Boserup, miembro de una familia pudiente que los mantuvo durante sus estudios universitarios.
Su formación universitaria comenzó en otoño de 1929, coincidiendo con el inicio de la crisis. Al observar la falta de adecuación de las teorías dominantes, buscó otras alternativas. Así sus dos trabajos obligatorios para graduarse trataron de enfoques totalmente diferentes: uno sobre la Escuela Institucionalista Americana y otro sobre la teoría marxista de las crisis.
En 1935 se graduó en economía teórica, que acompañó con estudios de sociología y política agrícola.
Boserup trabajó entre 1935 y 1947 para el gobierno danés, en un periodo que incluyó la ocupación alemana y la reconstrucción tras la guerra. Como jefe de la oficina de planeamiento, pudo observar de primera mano los efectos de las subvenciones sobre la agricultura en Dinamarca. Cuando en 1947 se trasladó a Ginebra para trabajar para la Comisión Económica de Europa, de las Naciones Unidas, su trabajo también se centró en el comercio internacional, que era principalmente de productos agrícolas, como en el caso danés. Años más tarde escribiría extensamente sobre los efectos negativos de la ayuda alimentaria sobre la producción agrícola en África. También comenzó a interesarse por la relación entre población, agricultura, comercio e industria; por ejemplo se interesaba en la posible explicación del bajo crecimiento de la industria francesa mediante su escaso incremento demográfico.
En 1957 comenzó a trabajar junto con su marido para Gunnar Myrdal -investigador de la Comisión Económica de Europa- en un proyecto de desarrollo económico en la India. En aquel momento los modelos predominantes eran los occidentales y de hecho existía poca controversia sobre los mismos. Sin embargo Ester Boserup, basándose en los viajes que iba realizando por el país, decidió que los modelos importados de occidente no se ajustaban a las circunstancias indias, tales como el régimen de propiedad de la tierra o la flexibilidad de la mano de obra agrícola. Todo ello hizo que se cuestionara muchas de las asunciones occidentales sobre la producción agrícola, especialmente sobre el excedente de mano de obra, la densidad de población y las migraciones. Los Boserup desarrollaron un creciente escepticismo respecto del proyecto de Myrdal, no renovando su participación en el mismo.
Al retornar de la India, Ester no volvió a ejercer un puesto permanente, sino que se dedicó a tareas de consultoría e investigación. Investigó en bibliotecas de Dinamarca y la FAO para sustanciar sus observaciones sobre el terreno en la India. De esta forma explicó las interrelaciones entre la economía, la agricultura, la población, las migraciones, la tecnología, el uso de la tierra y los roles de género.